# Krasnye Četai
Krasnye Četai (in russo Кра́сные Чета́и?; in ciuvascio: Хĕрлĕ Чутай) è un villaggio della Russia europea centrale, capoluogo del distretto Krasnočetajskij nella Repubblica dei Ciuvasci. Aveva una popolazione di 3118 abitanti nel 2012.
Si trova 98 chilometri a sud-ovest di Čeboksary.